# Missões diplomáticas na Argentina

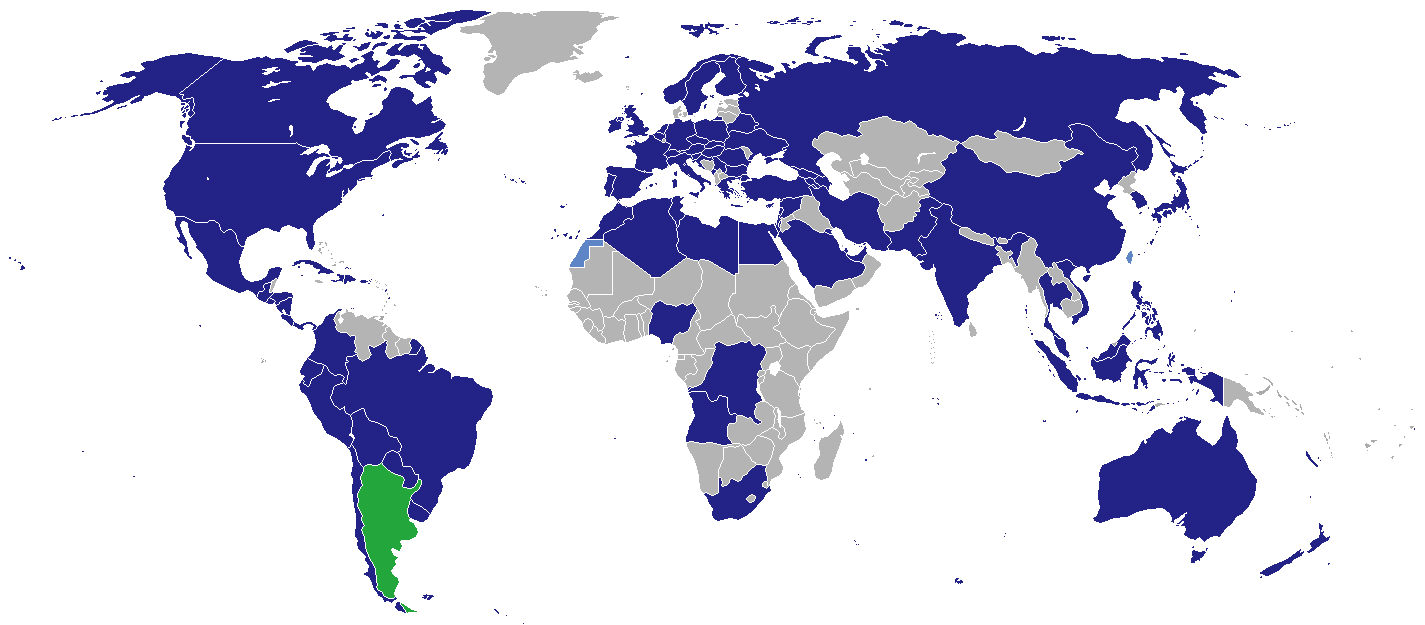
Mapa dos países com embaixadas em Argentina

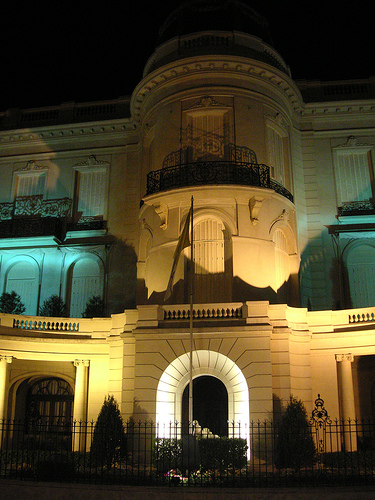
Embaixada da Santa Sé em Buenos Aires

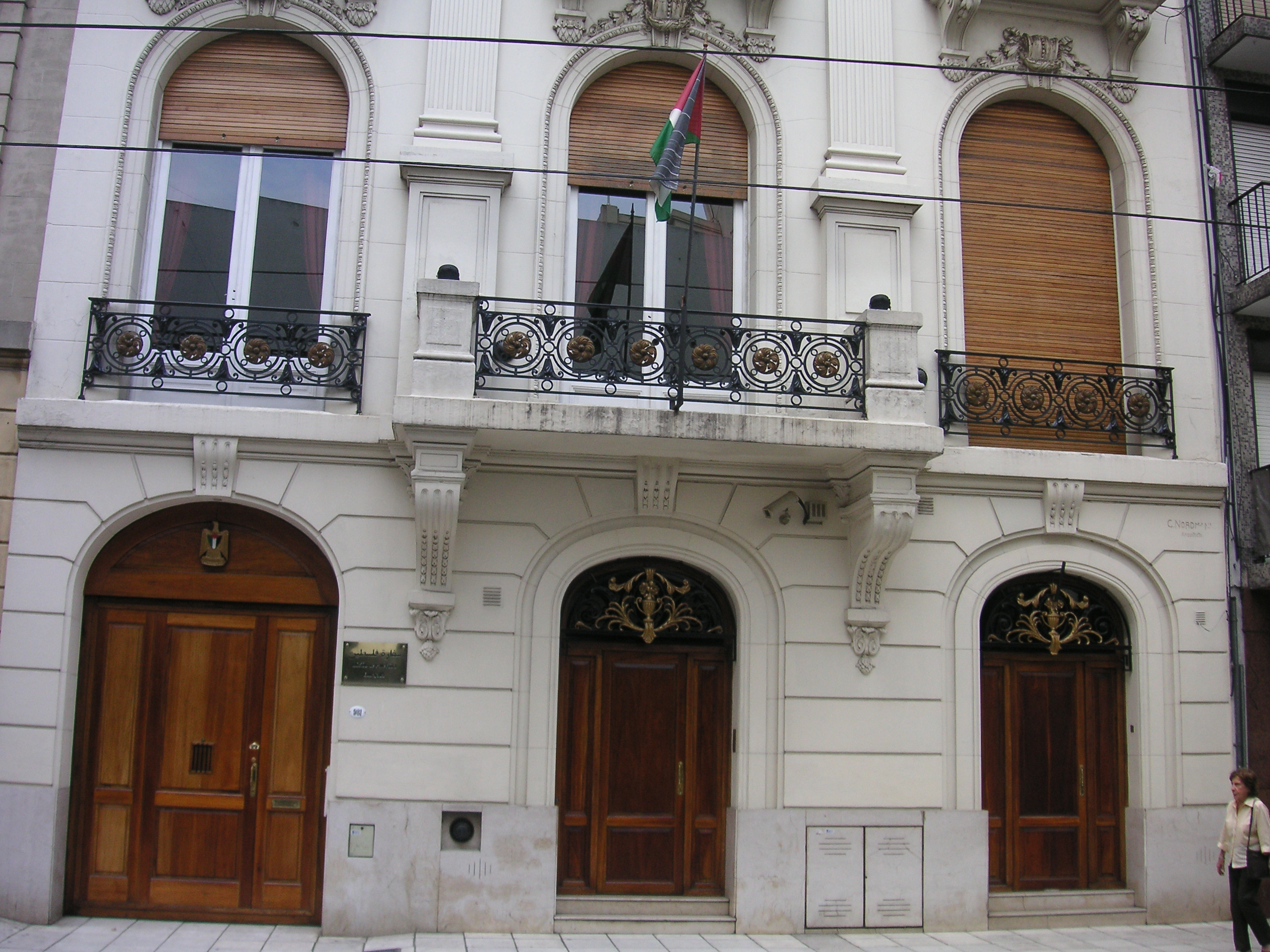
Delegação Geral Palestina em Buenos Aires

Abaixo está a lista de missões diplomáticas na Argentina.A Argentina possui 85 embaixadas em Buenos Aires e consulados em outras cidades argentinas (não incluindo consulados honoráveis).

## Embaixadas emBuenos Aires
| - Algeria - Angola - Armenia - Australia - Austria - Azerbaijan - Belarus - Belgium - Bolivia - Brazil - Bulgaria - Canada - Chile - People's Republic of China - Colombia - Costa Rica - Croatia - Cuba - Czech Republic - Democratic Republic of the Congo - Denmark - Dominican Republic - Ecuador - Egypt - El Salvador - Finland - France - Georgia - Germany - Greece | - Guatemala - Haiti - Vaticano - Honduras - Hungary - India - Indonesia - Iran - Ireland - Israel - Italy - Japan - Coreia do Sul - Kuwait - Lebanon - Libya - Malaysia - Mexico - Morocco - Netherlands - New Zealand - Nicaragua - Nigeria - Norway - Qatar - Pakistan - Palestine - Panama - Paraguay | - Peru - Philippines - Poland - Portugal - Romania - Russia - Saudi Arabia - Serbia - Slovakia - Slovenia - Ordem Soberana e Militar de Malta - South Africa - Sweden - Switzerland - Syria - Thailand - Tunisia - Turkey - Ukraine - United Arab Emirates - United Kingdom - United States - Uruguay - Venezuela - Vietnam |

## Representação Oficial
- (Delegação Basca)
- Taiwan (Escritótio Econômico e Cultural )
- União Europeia (Delegação)

## Consulados

### Consulados emBahía Blanca
- Chile Consulado
- Itália Consulado-Geral
- Espanha Consulado-Geral

### Consulados emClorinda
- Paraguai Consulado

### Consulado emComodoro Rivadavia
- Chile Consulado

### Consulados emCórdoba
- Bolívia Consulado
- Brasil Consulado-Geral
- Chile Consulado-Geral
- Itália Consulado-Geral
- Peru Consulado-Geral
- Espanha Consulado-Geral
- Uruguai Consulado-Geral

### Consulado emCorrientes
- Paraguai Consulado

### Consulados emFormosa
- Paraguai Consulado

### Consulados emLa Plata
- Itália Consulado-Geral
- Peru Consulado-Geral

### Consulado emLa Quiaca
- Bolívia Consulado

### Consulados emMar del Plata
- Chile Consulate
- Itália Consulate

### Consulados emMendoza
- Bolívia Consulado
- Brasil Consulado-Geral
- Chile Consulado-Geral
- Itália Consulado
- Peru Consulado-Geral
- Espanha Consulado-Geral

### Consulado emNeuquén
- Chile Consulado-Geral

### Consulate emSan Ramón de la Nueva Orán
- Bolívia Consulado

### Consulado emPocito
- Bolívia Consulado

### Consulado emPosadas
- Paraguai Consulado

### Consulado emPuerto Iguazú
- Paraguai Consulado

### Consulado emResistencia
- Paraguai Consulado

### Consulado emRío Gallegos
- Chile Consulado-Geral

### Consulado emRio Grande
- Chile Consulado

### Consulados emRosário
- Bolívia Consulado
- Chile Consulado-Geral
- Itália Consulado-Geral
- Paraguai Consulado
- Espanha Consulado-Geral
- Uruguai Consulado-Geral

### Consulados emSalta
- Bolívia Consulado
- Chile Consulado-Geral

### Consulado emBariloche
- Chile Consulado

### Consulado emSan Salvador de Jujuy
- Bolívia Consulado

### Consulado emTucumán
- Bolívia Consulado

### Consulado emUshuaia
- Chile Consulado